# Marco De Nicolo
Marco De Nicolo (né le 30 septembre 1976 à Legnano) est un tireur italien, spécialiste de la carabine.
Vainqueur lors des Jeux méditerranéens à Pescara, il remporte la médaille d'argent lors des Jeux européens de 2015 à Bakou.